# Le Pion
Pour plus de détails, voir Fiche technique et Distribution.
Le Pion est un film français réalisé par Christian Gion en 1978.

## Synopsis
Bertrand Barabi (Henri Guybet) est un professeur de français suppléant et surveillant (« pion ») dans un lycée et internat de région. Il fréquente les cercles littéraires de sa ville et il est méprisé par ses élèves comme par les enseignants de son établissement. Bertrand Barabi ne vit que pour les beaux yeux de madame Thuillier, professeure de français. Dominique Benech (Claude Jade), sa voisine et mère esseulée d'un de ses élèves, qui nourrit à son égard de tendres sentiments, lui demande de donner des cours particuliers à son fils. Enthousiasmée par la lecture d'un des textes de Bertrand, Dominique l'encourage à écrire un roman. Bertrand poursuit la rédaction de son roman qu'il envoie bientôt à un éditeur parisien. Le livre est récompensé. Grâce à son pseudonyme, Bertrand garde un temps l'anonymat, mais les journalistes ont tôt fait de révéler l'identité de ce « Goncourt introuvable ». Cependant, le succès ne tourne pas la tête de Bertrand. Et c'est avec la complicité de ses élèves qu'il ridiculise même ceux qui lui ont fait du tort, avant de se marier avec la discrète et tendre Dominique.

## Fiche technique
- Titre : Le Pion
- Réalisation et scénario : Christian Gion
- Producteurs : Jacques Bar et Sylvio Tabet
- Musique : Jean-Michel Caradec
- Image : Lionel Legros
- Son : Harrick Maury
- Montage : Jean-Bernard Bonis
- Mixage : Claude Villand
- Durée : 93 minutes[1]
- Pays d'origine : France
- Box office : 1 453 597 (France)
- Sortie France : 25 octobre 1978

## Distribution
- Henri Guybet : Bertrand Barabi, dit Bergerac
- Claude Jade : Dominique Benech, la mère de Michel
- Claude Piéplu : René le censeur
- Maureen Kerwin : Madame Tuillier
- Michel Galabru : l'inspecteur d'académie
- Claude Dauphin : Albert Carraud, l'écrivain
- Mathieu Vermesh : Michel Benech
- Stéphane Liévain : Robert Laugier, le camarade de Michel
- Jean-Pierre Laruche : l'élève qui interprète une tirade de Cyrano de Bergerac
- Thierry Althunyan : un élève
- Bruno Aouate : un élève
- Frederic Cohen : un élève
- Laurent Cohen : un élève
- Nicolas Fleytoux : un élève
- François Giraud : un élève
- Christophe Guybet : un élève
- Jean-Pierre Legitimus : un élève
- Emmanuel Linde : un élève
- Jean-Claude Millot : un élève
- Christophe Wilhelm : un élève
- Martine Laruche : la copine de Robert Laugier
- Delphine Berroyer : la copine de Michel Benech
- Bernard Musson : Boussignac, le président bègue de l'académie des Belles Lettres
- Roger Perinoz : le surveillant général
- Raymond Colom : le prof de gym
- Roland Giraud : le ministre
- François Guétary : le pion de la classe de 3e (classe des « chats volants »)
- Dominique Vallée : la professeur de danse
- Denise Glaser : la présentatrice TV
- Gaston Abougit : un pion (non crédité)

## Production

### Lieux de tournage
- Lycée Jean-Baptiste-Say à Paris[2]
- Mairie de Levallois-Perret[2]

## Critique
« Pour la première fois au cinéma, Henri Guybet tient un rôle principal. Un personnage timide, sensible et presque naïf, ce qui change de ses nombreux rôles de méchant. Claude Jade est très séduisante dans le rôle de la mère de l'élève indiscipliné, ce qui l'amènera à épouser le « pion-écrivain ». » - Marie-France Roger dans Cinéma.

## Autour du film
- Le rôle du pion a failli être incarné par Annie Girardot. Christian Gion a écrit le scénario du film en pensant à Henri Guybet pour le rôle principal, mais les distributeurs lui ont dit : « C'est un bon sujet ; vous allez tout mettre au féminin et on prendra Annie Girardot ». Mais Christian Gion réussit à imposer Henri Guybet[3].

- Le film serait à l'origine d'une rumeur tenace concernant le baccalauréat de philosophie (ou de sa popularisation) : un candidat aurait eu comme sujet « Qu'est-ce que le risque ? » (il existe des variantes, comme « Qu'est-ce que le courage ? » ou « l'audace »), ce candidat aurait répondu simplement « Le risque, c'est ça. » sans rien ajouter d'autre et aurait eu la note maximale de 20 sur 20[4]. Or dans le film, Bertrand Barabi donne à ses élèves pour sujet « Qu'est-ce que le risque ? », voit l'un d'entre eux, Laugier, rendre sa copie presque immédiatement et lui met la note de 18 sur 20 en expliquant qu'il a pris un risque tandis que les autres ont « réfléchi sur le risque[4] ». De plus. l'élève Laugier a pris le soin d'écrire sa phrase sur le deuxième feuillet de sa copie, ce qui pousse Barabi a dire que « s'il n'avait pas tourné la page, il aurait eu zéro ». Cette rumeur est si courante qu'elle est présente sur le site du ministère de l'Éducation Nationale[4] (dans la version qui évoque « le courage ») où il est expliqué « [qu']il s'agit bien d'une légende »[5].
- Michel Audiard a retravaillé officieusement le scénario et les dialogues du film à la demande de la production (Jacques Bar), sans apparaître au générique.
- Un disque 45 tours est sorti en même temps que le film, avec en face A la chanson Si ma vie est belle chantée par Jean-Michel Caradec, et en face B le minuetto de la 7e sonate de Beethoven avec un arrangement pour orchestre à cordes de Jean Musy.

## Sortie vidéo
Le film sort en DVD dans la collection Gaumont Découverte DVD en octobre 2020.